# Kryptosystem
Et kryptosystem er et sæt af protokoller, procedurer, krypteringsalgoritmer og instruktioner til at kode eller kryptere beskeder ved hjælp af kryptografi.
Generelt indeholder et kryptosystem en kompleks samling kryptografiske enheder (bl.a. kryptografiske algoritmer), protokoller for deres anvendelse, operationelle procedurer og eksterne elementer (dokumentation, materiale til oplæring af brugere osv.), der tilsammen muliggør den sikkerhed, der var tilsigtet fra designernes side.
Omvendt er opgaven med at bryde et kryptosystem ikke begrænset til at bryde de underliggende algoritmer – ofte er det langt lettere at bryde systemet som helhed, f.eks. gennem brugernes de ikke sjældne misforståelser af systemet. Det er således (normalt) kryptosystemerne der fejler i praksis, ikke de underliggende algoritmer. En basal forståelse af de forskellige elementer på system-niveau vil være en fordel for alle, der ønsker at bruge et kryptosystem, eller for hvem det anvendes på deres vegne pr. automatik.
En mere generel betydning af kryptosystem er som kort form for kryptografisk system, hvilket vil sige ethvert computersystem der anvender kryptografi. Dette omfatter bl.a. systemer til sikker e-mail, herunder evt. metoder til anvendelse af digital signatur, kryptografiske hashfunktioner, mm.

## Moderne Kryptosystemer
Et moderne kryptosystem kombinerer typisk symmetrisk kryptering med asymmetrisk kryptering. I praksis er symmetrisk kryptering flere størrelsesordener hurtigere end asymmetrisk kryptering. Derfor anvendes følgende strategi, der får det bedste af begge verdener:
- Alice ønsker at sende information (klarteksten) til Bob.
- Alice genererer en tilfældig krypteringsnøgle, der kaldes sessionsnøglen (eng. session key).
- Alice krypterer klarteksten med den tilfældige nøgle og den symmetriske krypteringsalgoritme.
- Alice krypterer den tilfældige nøgle med Bobs offentlige nøgle og den asymmetriske krypteringsalgoritme.
- Alice sender den krypterede klartekst (chifferteksten) og den krypterede nøgle til Bob.
- Bob dekrypterer den krypterede nøgle med sin hemmelige nøgle (Bob har nu den symmetriske nøgle, som Alice genererede tilfældigt).
- Bob dekrypterer chifferteksten ved hjælp af Alices symmetriske nøgle (Bob har nu klarteksten).

## Eksterne links
- Introduction to Cryptography Arkiveret 12. maj 2005 hos  Wayback Machine fra PGP corporation (PDF)